# Таинственный монах
«Таинственный монах» — советский стереоскопический художественный фильм.

## Сюжет
Юг России, осень 1920 года. Белая армия генерала Врангеля ведёт бои с переменным успехом с красными в Северной Таврии. В контрразведке белых возникает замысел: организовать в тылу Красной Армии широко разветвлённое антибольшевистское подполье. Для этого в известном Матрёнином монастыре собираются оставшиеся в тылу красных белогвардейцы. В ЧК узнают об этом и решают предпринять контрмеры. В монастырь направляют двух сотрудников, бывших цирковых артистов — великана-силача Елпидифора и юркого малыша-стрелка Саню. Однако среди красных тоже действует агент белых — бывший жандармский ротмистр Дурасов. Опытному чекисту Смелому, который проникает в монастырь под видом поручика Стронского, удаётся выяснить планы противника и вовремя предотвратить антибольшевистское восстание.

## В ролях
- Владимир Дружников — Воронцов
- Евгений Жариков — Латышев
- Валентин Зубков — Лобов
- Татьяна Конюхова — Зинаида Павловна
- Станислав Чекан — Елпидифор
- Константин Сорокин — комендант
- Кирилл Столяров — Рыжов
- Владимир Пицек — адъютант
- Герман Качин — Бунчик
- Александр Лебедев — Саня
- Нина Никитина — игуменья
- Анатолий Голик — Вася
- Александр Белявский — Стронский
- Александр Смирнов — генерал контрразведки
- Станислав Михин — офицер (в титрах не указан)

## В эпизодах
- А. Данилова
- Иван Жеваго
- Зоя Исаева
- В. Калюжный
- Е. Муратова
- Алексей Нагорный
- Иван Савкин
- Пётр Соболевский
- В. Киселёв
- С. Симонов
- В. Бочарников
- И. Бочкарёв
- П. Конанихин
- Иван Турченков
- И. Уленков

## Интересный факт
Весь исполнительский состав картины — это труппа московского Театра-студии киноактёра. В предыдущей ленте Аркадия Кольцатого «Пограничная тишина» все российские исполнители — также из Театра-студии киноактёра.

## Съёмочная группа
- Сценарий: Гелий Рябов, Алексей Нагорный
- Постановка: Аркадий Кольцатый
- Режиссёр: Эдгар Ходжикян
- Главный оператор: Пётр Терпсихоров
- Оператор: Владимир Бондарев
- Художники-постановщики: Леван Шенгелия, Феликс Богуславский
- Дирижёр: Марк Эрмлер
- Звукорежиссёр: Вениамин Киршенбаум
- Композитор: Никита Богословский
- Текст песен: Михаил Танич
- Костюмы: И. Белякова
- Монтаж: Клавдия Алеева
- Грим: А. Маслова

## Технические данные
- Цветной, звуковой, стереоскопический (советская система «Стерео-70»).
- Вышел в прокат как в стереоскопическом («Стерео-70»), так и в обычном формате.
  - стереоскопический: 9 частей, 2773 метра, многоканальный звук.
  - обычный: 9 частей, 2218 метров, звук моно.
- Лидер проката в СССР 1968 года (10 место) — 37,6 млн зрителей.